# Stellitethya ingens
Stellitethya ingens är en svampdjursart som beskrevs av Sarà 2003. Stellitethya ingens ingår i släktet Stellitethya och familjen Tethyidae. Inga underarter finns listade i Catalogue of Life.